# Guillermo Bertola
Guillermo Bertola (né le 26 décembre 1989) est un nageur argentin, spécialisé dans la nage en eau libre.

## Palmarès

### Grand Prix FINA
- Grand Prix FINA 2017 :
  -  Médaille d'or